# فورد 1949
فورد 1949 (بالإنجليزية: 1949 Ford)‏ هي سيارة من صناعة شركة فورد أنتجت في 1949.

## معرض صور

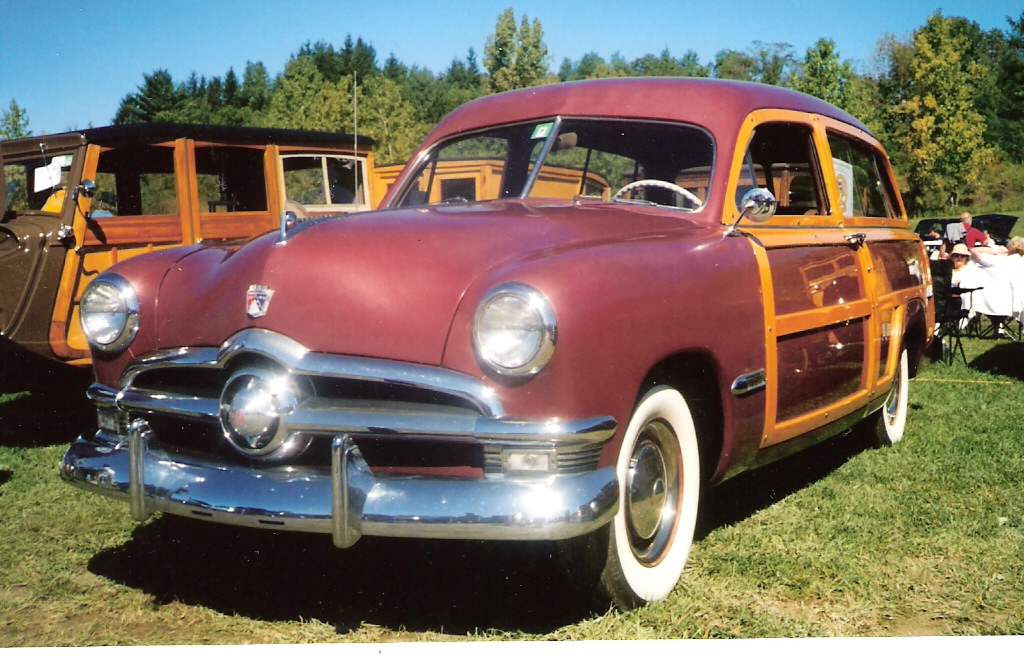
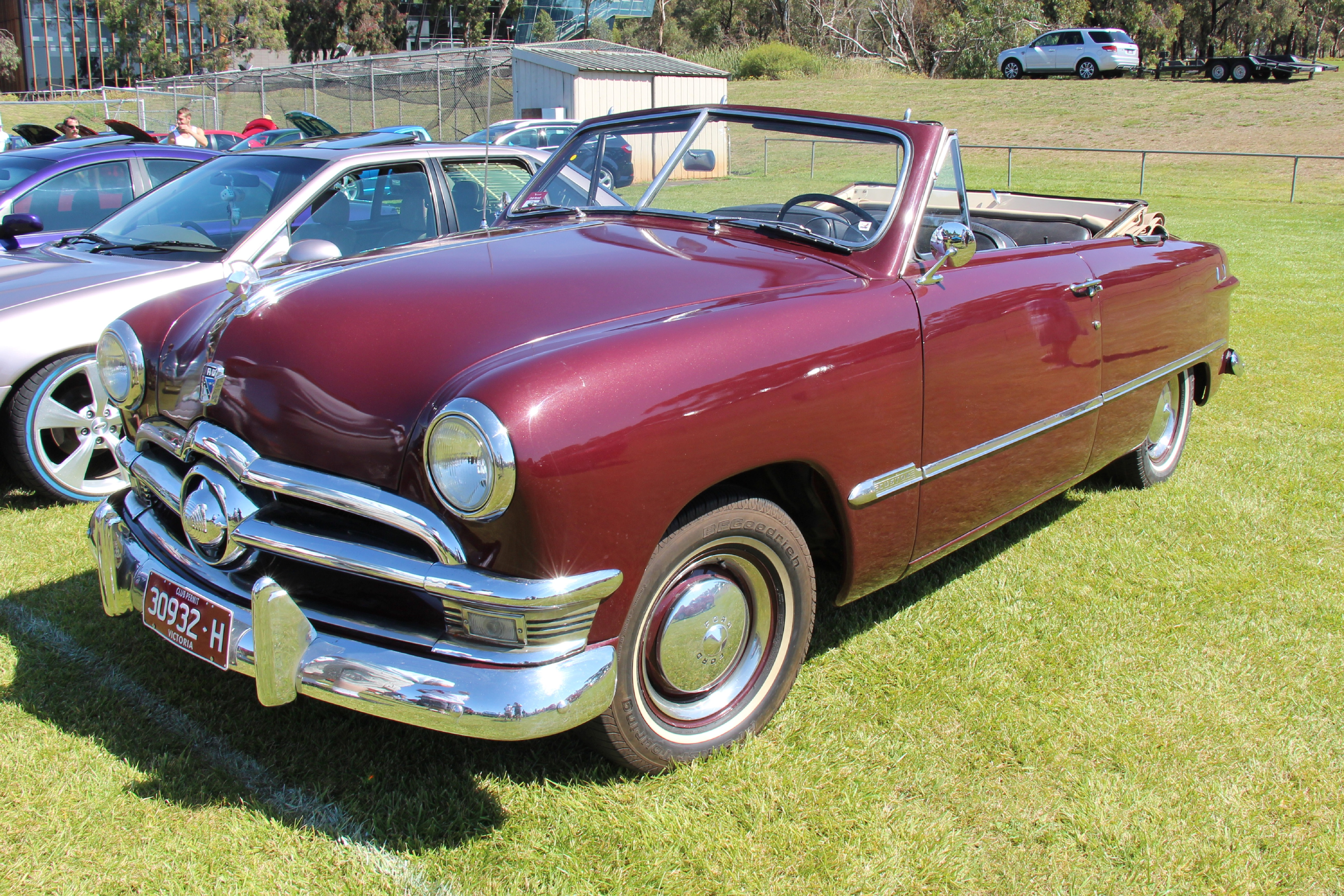
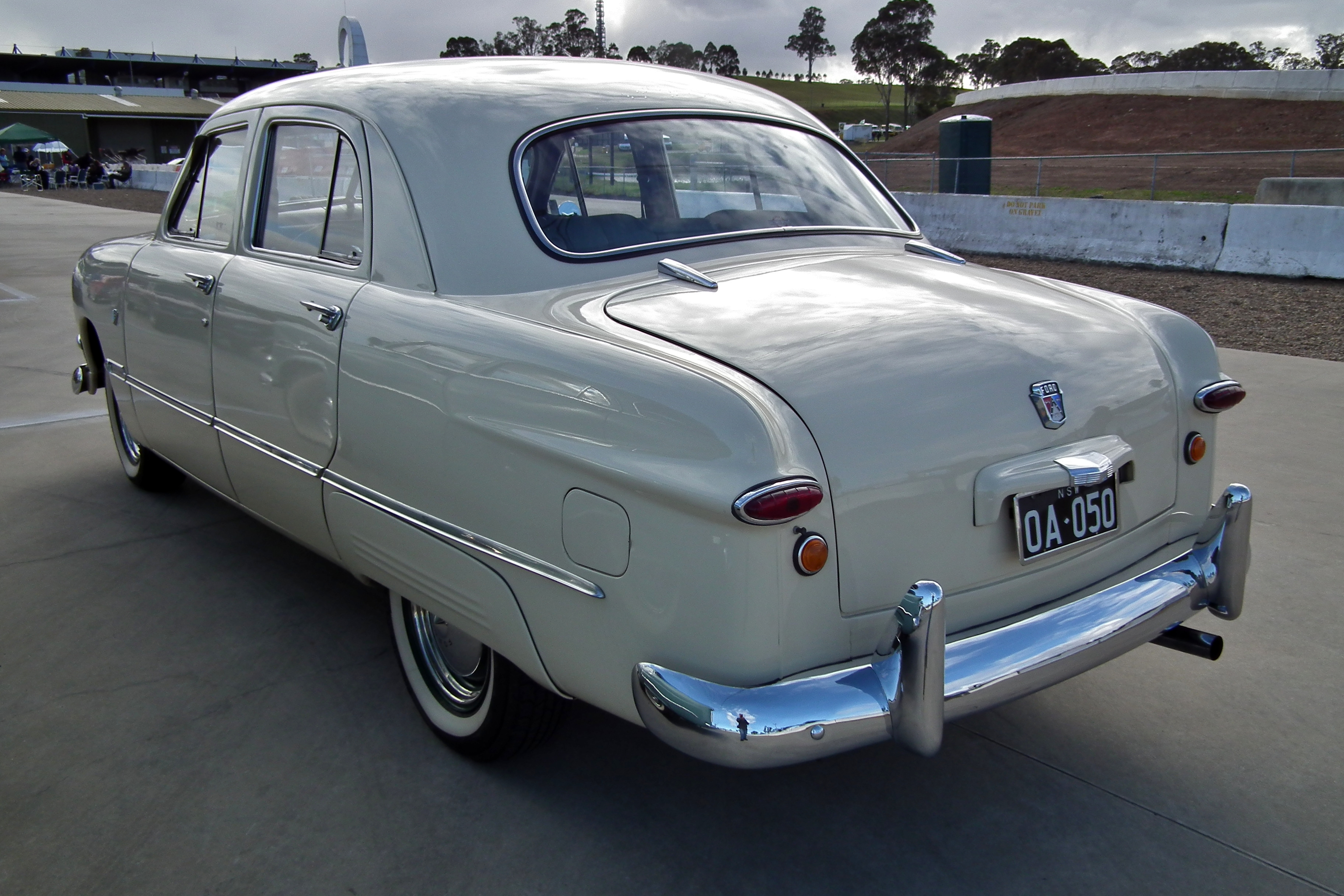
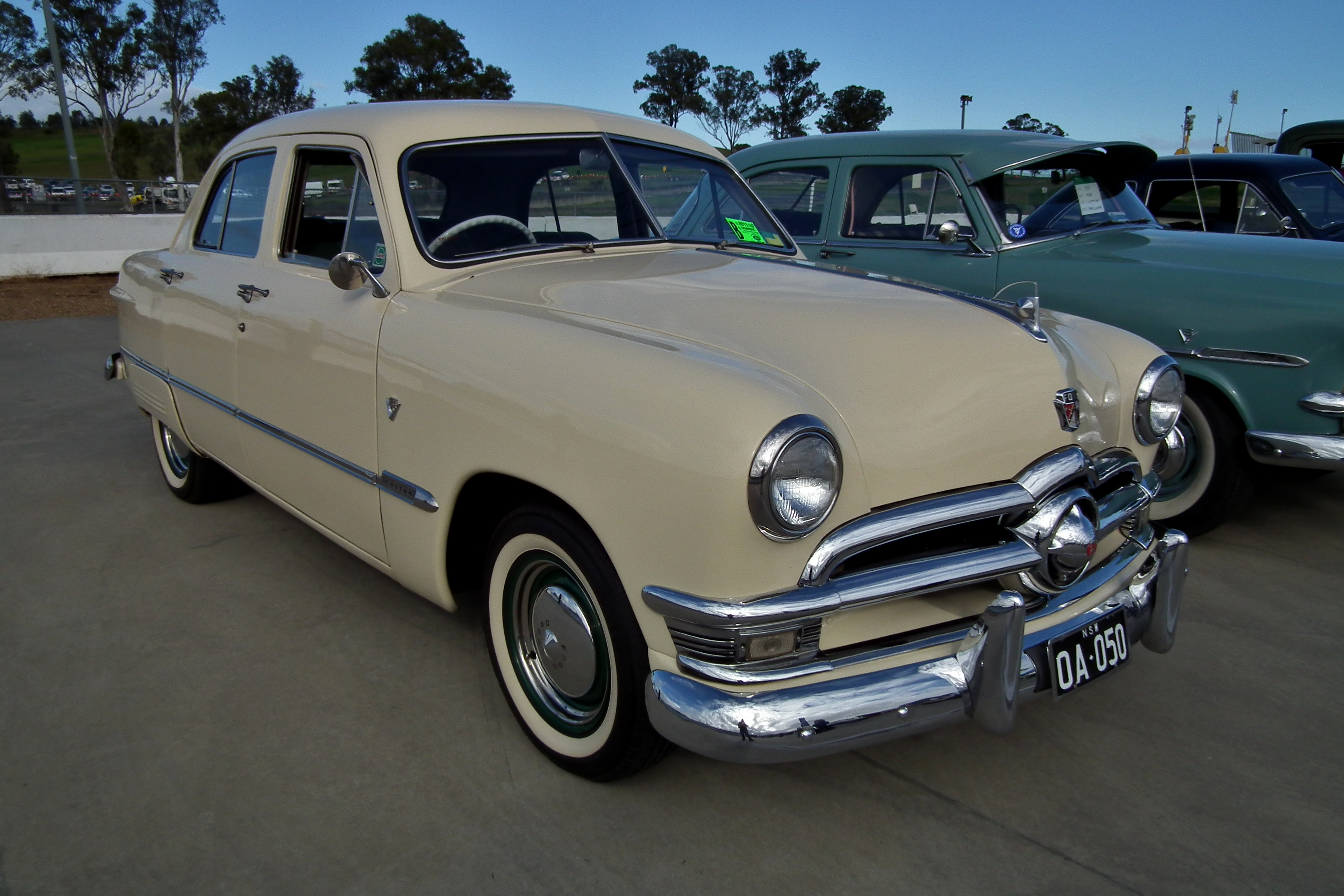